# Crenicichla lugubris
Crenicichla lugubris is een straalvinnige vissensoort uit de familie van de cichliden (Cichlidae). De wetenschappelijke naam van de soort is voor het eerst geldig gepubliceerd in 1840 door Heckel.

## Algemeen
Crenicichla lugubris behoort tot de snoekcichliden.

### Verspreiding en leefgebied
De soort komt voor in Zuid-Amerika, te weten: Amazonegebied, Rio Branco, Rio Negro en Rio Uatumã in Brazilië; Rio Essequibo en Rio Branco in Guyana; de Corantijn in Suriname.

## Leefwijze
De soort prefereert een watertemperatuur van 27°C tot 29°C.
De maximale lengte is ongeveer 33 cm.
De soort leeft in de natuur van kleine vissen en ongewervelden.